# Robert Shavlakadze
Robert Mikhailovich Shavlakadze (en géorgien რობერტ შავლაყაძე ; en russe : Роберт Михайлович Шавлакадзе, Robert Mikhaïlovitch Chavlakadze), né le 1er avril 1933 à Tbilissi et mort dans la même ville le 4 mars 2020, est un athlète soviétique de nationalité géorgienne, spécialiste du saut en hauteur. Il est champion olympique de la discipline en 1960.

## Biographie
Il est deuxième des championnats d'URSS de 1960 derrière Viktor Bolshov. Qualifié pour les Jeux olympiques de Rome, il ne figure pas parmi les favoris. Il commence son concours à 2 m, hauteur qu'il franchit au 2e essai. Il passe les hauteurs suivantes au 1er essai jusqu'à 2,14 m, record personnel et nouveau record olympique. Les trois adversaires restants, les Soviétiques Bolshov et Valeriy Brumel, et le favori, l'Américain John Thomas passent tous trois à leur 2e tentative. Il franchit ensuite 2,16 m au 1er essai, remportant la médaille d'or devant Brumel qui a passé cette hauteur au 2e essai, tandis que Thomas prend le bronze. Il devient ainsi le premier athlète non anglo-saxon à remporter cette épreuve,.
Quatre ans plus tard, Shavlakadze remporte son seul titre national en franchissant 2,17 m à Kiev, ce qui constitue la meilleure performance de sa carrière. Aux Jeux, il obtient la 5e place, tandis que Brumel et Thomas obtiennent respectivement l'or et l'argent.
Licencié tout au long de sa carrière au Dynamo de Tbilissi, Shavlakadze a été décoré de l'ordre de Lénine en 1960.
Après sa carrière d'athlète, il devient entraîneur, principalement en Géorgie, mais aussi en République démocratique du Congo dans les années 1970. Par la suite il travaille à l'Université d'agriculture de Géorgie, puis au CIO de Géorgie.

### Palmarès
| Date | Compétition           | Lieu     | Résultat | Performance |
| ---- | --------------------- | -------- | -------- | ----------- |
| 1960 | Jeux olympiques       | Rome     | 1er      | 2,16 m      |
| 1962 | Championnats d'Europe | Belgrade | 3e       | 2,09 m      |
| 1964 | Jeux olympiques       | Tokyo    | 5e       | 2,14 m      |

### Records
| Épreuve         | Performance | Lieu | Date         |
| --------------- | ----------- | ---- | ------------ |
| Saut en hauteur | 2,17 m      | Kiev | 28 août 1964 |